# Метод реплик (статистическая физика)
Метод реплик в статистической физике основан на применении тождества
{\displaystyle \lim _{n\to 0}{Z^{n}-1 \over n}=\ln Z,}
к системам с замороженным беспорядком, где под {\displaystyle Z} понимается статистическая сумма системы.
Зная логарифм статистической суммы (а следовательно, и её свободную энергию {\displaystyle \langle F\rangle =-k_{B}T\langle \ln Z\rangle }, здесь под угловыми скобками подразумевается усреднение по всем состояниям беспорядка), можно найти и другие макроскопические термодинамические величины системы.
Зачастую усреднение логарифма статсуммы {\displaystyle \langle \ln Z\rangle } провести оказывается сложнее, чем усреднение функции {\displaystyle \langle Z^{n}\rangle } для целых положительных чисел {\displaystyle n\in \mathbb {Z} ^{+}}. Функция {\displaystyle Z^{n}} в таком случае может рассматриваться как общая статсумма {\displaystyle n} одинаковых систем. Ищется предел найденной функции {\displaystyle \langle {Z^{n}-1 \over n}\rangle } при {\displaystyle n\rightarrow 0}, как если бы {\displaystyle n} было действительным, а не целым числом.
Метод реплик не является строго обоснованным.